# Maria Echaust-Twarowska
Maria Dobrochna Echaust-Twarowska z domu Łozińska ps. Nike (ur. 3 października 1921 w Zakopanem, zm. 1 marca 2012 w Warszawie) – polska działaczka podziemia niepodległościowego w czasie II wojny światowej, uczestniczka powstania warszawskiego, porucznik WP w stanie spoczynku, varsavianistka, przewodniczka i pedagog.

## Życiorys
Pochodziła z rodziny ziemiańskiej. Była córką Konstantego i Konstancji. Jej siostrą cioteczną była rzeźbiarka Ludwika Nitschowa. Od 1942 działała w konspiracji w ramach Kobiecych Patroli Minerskich Kedyw Okręgu Warszawskiego Armii Krajowej. Podczas powstania warszawskiego od 20 sierpnia służyła jako minerka i sanitariuszka w Batalionie „Iwo”. Warszawę opuściła wraz z ludnością cywilną. Po wojnie osiadła na Pomorzu, a w 1946 rozpoczęła studia pedagogiczne na Uniwersytecie Poznańskim. 13 maja 1946 wzięła udział w strajku solidarnościowym studentów poznańskich domagających się zwolnienia studentów krakowskich aresztowanych w Krakowie po manifestacji, którą zorganizowali 3 maja z okazji Święta Narodowego Trzeciego Maja. W trakcie manifestacji została zatrzymana i poddana śledztwu na UB, a następnie skazana przez Wojskowy Sąd Rejonowy w Poznaniu na pół roku więzienia w zawieszeniem na dwa lata. W areszcie przebywała do 21 lipca 1946. Po śmierci męża w 1961 powróciła do Warszawy, gdzie pracowała jako przewodnik miejski, a z czasem po rozszerzeniu kompetencji jako przewodnik terenowy po Polsce.
Zmarła 1 marca 2012 w Warszawie i została pochowana na Cmentarzu Wilanowskim.

## Odznaczenia
- Krzyż Walecznych (1944)[2],
- Krzyż Oficerski Orderu Odrodzenia Polski (2007)[2][1][4]